# Atakule

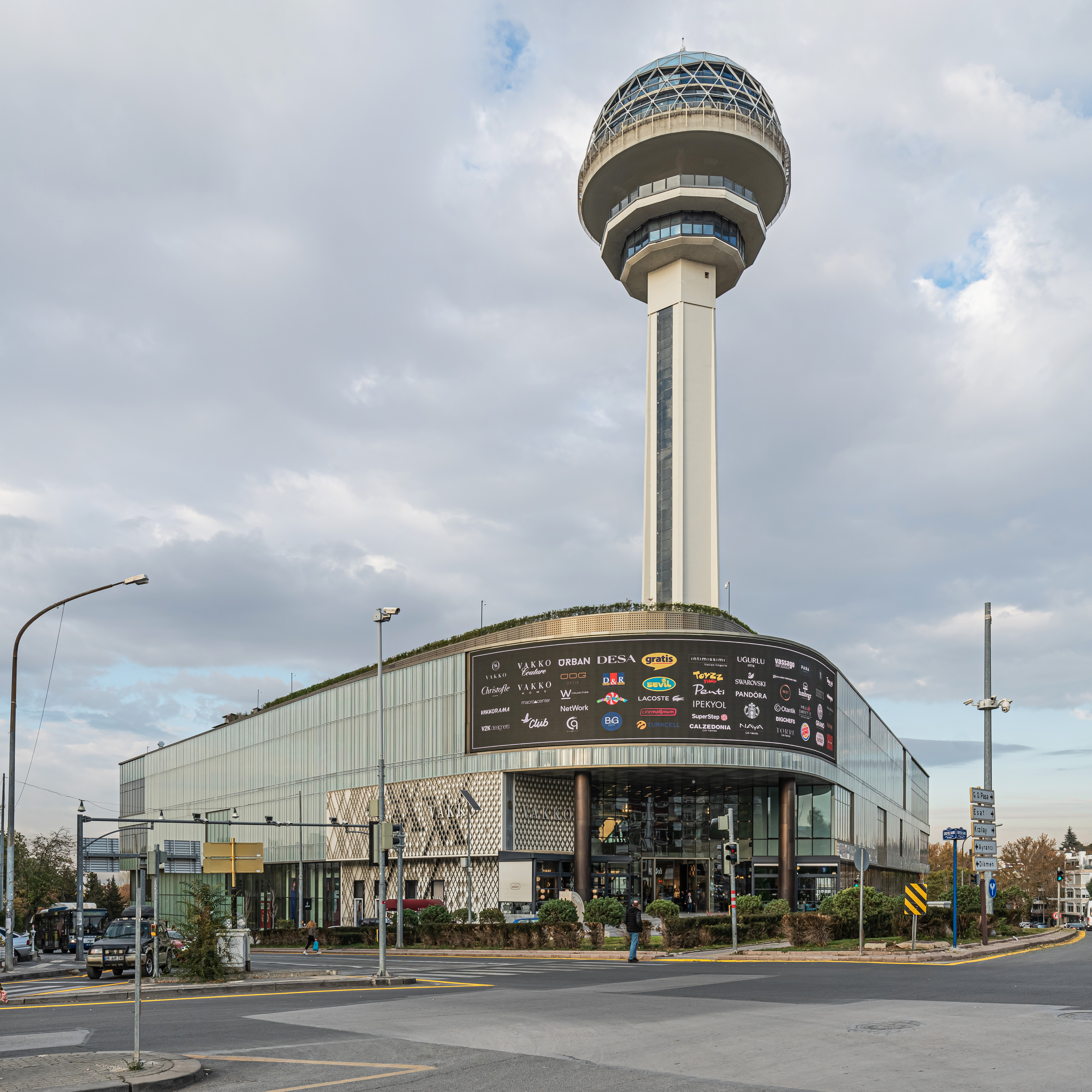
Foto van Atakule (toren) in Ankara, Turkije.

Atakule is een communicatie- en observatietoren in Çankaya, Ankara, Turkije. Atakule is naast toren ook een overdekt winkelcentrum. Deze werd op 13 oktober 1989 geopend door toenmalig premier Turgut Özal. Reden was het 66-jarig bestaan van Ankara als hoofdstad van Turkije.
Het winkelcentrum Atakule bestaat uit vijf verdiepingen. Hier zitten veelal kledingwinkels en restaurants. Ook is er een bioscoop.
De toren Atakule is 125 meter hoog. Op de helft van de toren en bovenin zijn ook restaurants te vinden. Eén van die restaurants bovenin draait om zijn eigen as (360 graden in één uur). Ook is een ruimte aanwezig waar men kan genieten van het uitzicht. Foto's maken is toegestaan aan één kant van de toren. Aan de andere kant zijn gebouwen van de overheid en militaire bases te vinden, waar men geen foto's van mag maken.
Atakule heeft een oppervlakte van 28.530 vierkante meter, waarvan 17.297 vierkante meter gebruikt wordt voor handelsdoeleinden.